# チャ・テヒョン
チャ・テヒョン（차태현、1976年3月25日 - ）は、韓国の俳優。ソウル特別市出身、本籍は忠清南道唐津市。ソウル芸術大学放送芸能科、京畿大学多重媒体映像学科卒業。初恋の人と結婚し、その妻はアン・ジェウクのファンである。父は元KBSの音響監督で、母はKBSの声優として活動中のチェ・スミン。

## 出演

### 映画
- ハレルヤ（1997年）
- 猟奇的な彼女（2001年） - キョヌ 役
- 永遠の片想い（2003年） - イ・ジファン 役
- 君に捧げる初恋（2003年） - ソン・テイル 役
- チャ・テヒョンのハッピー☆クリスマス（2004年）
- オッケドンム（2004年）
- 僕の彼女を紹介します（2004年） ※特別出演
- あぶない奴ら〜TWO GUYS〜（2004年）
- サッド・ムービー（2005年） - クォン・ジョングァン 役
- 僕の、世界の中心は、君だ。（2005年） - チョン・ユンス 役
- 覆面ダルホ（2007年） - ダルホ 役
- パボ（馬鹿）（2008年）
- 最強☆彼女（2008年） ※特別出演
- 過速スキャンダル（2009年） - ナム・ヒョンス 役
- うさぎとリザード（2009年） ※特別出演
- トライアングル（2009年） ※友情出演
- ハロー!?ゴースト（2010年） - サンマン 役
- サニー 永遠の仲間たち（2011年） ※友情出演
- チャンプ（2011年）
- ネバーエンディング・ストーリー（2011年） ※友情出演
- 奇跡のジョッキー（2011年）
- 風と共に去りぬ!?（2012年）
- ハート泥棒を捕まえろ!（2013年）
- 技術者たち（2014年） ※エンドロールカメオ出演
- もっと猟奇的な彼女（2016年） - キョヌ 役
- 神と共に 第一章:罪と罰（2017年） - キム・ジャホン 役
- 大好きだから（2017年） - チン・イヒョン 役
- THE KILLER/暗殺者　더 킬러: 죽어도 되는 아이 （2022年） ※カメオ出演

### テレビドラマ
- 別れの6段階（1995年、KBS）
- 若者のひなた（1995年、KBS）
- 現金に手を出すな（1996年、KBS）
- パパ（1996年、KBS） - チャン・ガンミョン 役
- スター誕生（1997年、KBS） - チョン・ジニョン 役
- 初恋（1996年-1997年、KBS） - チョン・ギファン 役
- レディー・ゴー（1997年-1998年、MBC） - パク・チャンギ 役
- ひまわり（1998年-1999年、MBC） - ホ・ジェボン 役
- 愛するあなた（1999年、MBC） - パク・ヨンジェ 役
- 日差しに向かって（1999年、MBC） - カン・インハ 役
- Happy Together（1999年、SBS） - ハ・シニョプ 役
- ジュリエットの男（2000年、SBS） - チャン・ギプン 役
- いつか楽園で!（2004年、MBC） - チェ・ゴニ 役
- 花いちもんめ（2007年、KBS） - ユン・ホサン 役
- 総合病院2（2008年-2009年、MBC） - チェ・ジンサン 役
- 光と影（2011年-2012年、MBC） - 飲食店の客 役
- 棚ぼたのあなた（2012年、KBS） ※特別出演 第26話 - チャ・テボン 役
- チョンウチ（2012年-2013年、KBS） - チョン・ウチ 役
- プロデューサー（2015年、KBS）- ラ・ジュンモ 役
- 雲が描いた月明り（2016年、KBS） - デグン 役
- 青い海の伝説（2016年-2017年、SBS）※特別出演 第3話 - 不審者 役（映画『猟奇的な彼女』の相手役 チョン・ジヒョン主演の当ドラマにおいてゲスト出演）
- 最高の一発〜時空（とき）を超えて〜（2017年、KBS） - イ・グァンジェ 役
- 最高の離婚〜Sweet Love〜（2018年、KBS）- チョ・ソクム 役
- 番外捜査（2020年、OCN） - チン・ガンホ 役
- 警察授業（2021年、KBS2）- ユ・ドンマン 役
- 美男堂の事件手帳（2022年、KBS） - 神父 役
- 頭脳共助（2023年、KBS） - クム・ミョンセ 役
- シークレットファミリー（2023年、tvN） ※ 特別出演　第1話　パン屋の店主 役
- ムービング（2023年、Disney+） - チョン・ゲド 役

### その他
- ハッピーサンデー"1泊2日-シーズン2-"（2012年3月 - ）
- ソウル田舎者（2020年）
- 見習い社長の営業日誌（2021年）
- 全国津々浦々（2021年）